# الجبهة القومية والتكاملية

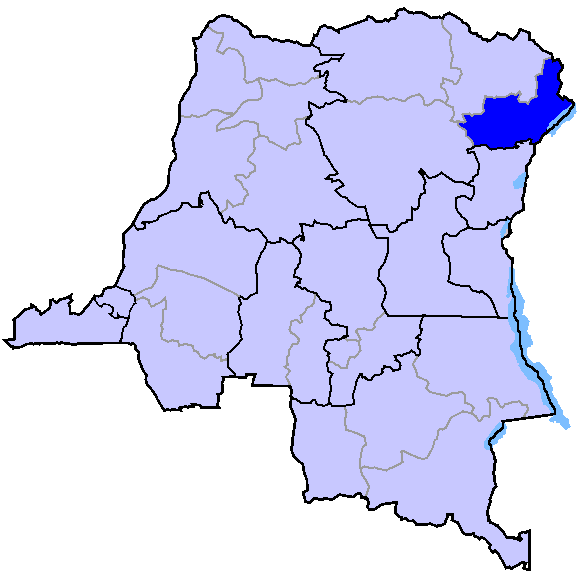
خريطة إيتوري داخل جمهورية الكونغو الديمقراطية

الجبهة القومية والتكاملية (بالفرنسية: Front des Nationalistes et Intégrationnistes أو FNI) هي جماعة متمردة نشطة في صراع إيتوري في إيتوري، جمهورية الكونغو الديمقراطية، مرتبطة بمجموعة ليندو العرقية. قاتلت جبهة القوميين الوطنيين ضد عرقية الهيما وتُلام على نصب كمين وقتل تسعة من قوات حفظ السلام التابعة للأمم المتحدة بالقرب من بلدة كافيه في فبراير 2005.  ألقت السلطات الكونغولية القبض على الزعيم السياسي للجبهة فلوريبيرت نجابو، بينما سلم القائد العسكري إيتيان لونا نفسه.
تزعم بي بي سي أنه في عام 2005، دخلت قوات حفظ السلام الباكستانية في مونغبوالو في علاقة تجارية للذهب مع قادة الجبهة، مما أدى في النهاية إلى جذب ضباط الجيش الكونغولي والتجار الهنود من كينيا إلى الصفقة. ويُزعم كذلك أن حفظة السلام هؤلاء أعادوا أسلحة مأخوذة من الجبهة كجزء من جهود التسريح لقادة الجبهة المعروفين بانتهاك حقوق الإنسان. 
تقرير هيومن رايتس ووتش لعام 2005  يفصل العلاقة بين الجبهة وشركة التعدين أنغلوغولد أشانتي، وهي شركة تابعة للشركة الأنجلو أمريكية. اعترفت أنغلوغولد أشانتي بأن موظفيها دفعوا أموالًا إلى الجبهة في أكثر من مناسبة، مقابل الوصول إلى مناجم الذهب في مقاطعة إيتوري.
وفي أيار / مايو 2006، قُتل أحد أفراد حفظ السلام التابعين للبعثة وأُسر سبعة في القتال مع الجبهة. كان جميع قوات حفظ السلام التابعة للأمم المتحدة من نيبال وشاركوا في عمليات لنزع سلاح الميليشيات على بعد 62 ميلاً (100 كيلومتر) غرب بونيا، عاصمة إيتوري.  أُطلق سراح اثنين من السبعة في يونيو / حزيران، وأفرج عن الخمسة الباقين في منتصف يوليو / تموز. في 17 يوليو / تموز، أعلن القائد الجديد للجبهة، بيتر كريم أوداغا، أعلن أنه مع ستين من مقاتليه سينهون معركتهم مع الحكومة مقابل دمج قوات الجبهة في الجيش الوطني، بما في ذلك منصب عقيد لكريم. 
وافقت الجبهة القومية والتكاملية، والحركة الثورية الكونغولية، وجبهة المقاومة الوطنية لإيتوري على نزع سلاحها في 22 أغسطس 2007. 